# Polygordius epitocus
Polygordius epitocus är en ringmaskart som beskrevs av Dawydoff 1905. Polygordius epitocus ingår i släktet Polygordius och familjen Polygordiidae. Inga underarter finns listade i Catalogue of Life.